# 相川村 (神奈川県)
相川村（あいかわむら）は、神奈川県大住郡・中郡に存在した村。
現在の東名高速道路、小田原厚木道路の厚木インターチェンジ付近から南側一帯にあたる。

## 地理
- 河川：相模川、玉川

## 歴史

### 村名の由来
かつて相模川を鮎川と呼んだことと、相模川の相の字より。

### 沿革
- 1889年（明治22年）4月1日 - 町村制の施行により、戸田村、長沼村、酒井村、上落合村、岡田村、下津古久村が合併して大住郡相川村が発足。
- 1896年（明治29年）4月1日 - 郡制の施行のため大住郡が淘綾郡と統合され、所属郡が中郡に変更[1]。
- 1955年（昭和30年）7月8日 - 厚木市に編入。同日相川村廃止。

## 村長
- 小塩八郎右衛門

## 出身著名人
- 小塩八郎右衛門（戸田村出身、貴族院多額納税者議員、衆議院議員）